# Винстон (Монтана)
Винстон (енгл. Winston) насељено је место без административног статуса у америчкој савезној држави Монтана.

## Демографија
По попису из 2010. године број становника је 147, што је 74 (101,4%) становника више него 2000. године.
| Група             | 2000.      | 2010.       |
| Белци             | 70 (95,9%) | 134 (91,2%) |
| Афроамериканци    | 0 (0,0%)   | 0 (0,0%)    |
| Азијати           | 1 (1,4%)   | 0 (0,0%)    |
| Хиспаноамериканци | 0 (0,0%)   | 0 (0,0%)    |
| Укупно            | 73         | 147         |